# Beaucarnea stricta
Beaucarnea stricta là một loài thực vật có hoa trong họ Măng tây. Loài này được Lem. mô tả khoa học đầu tiên năm 1861.

## Hình ảnh

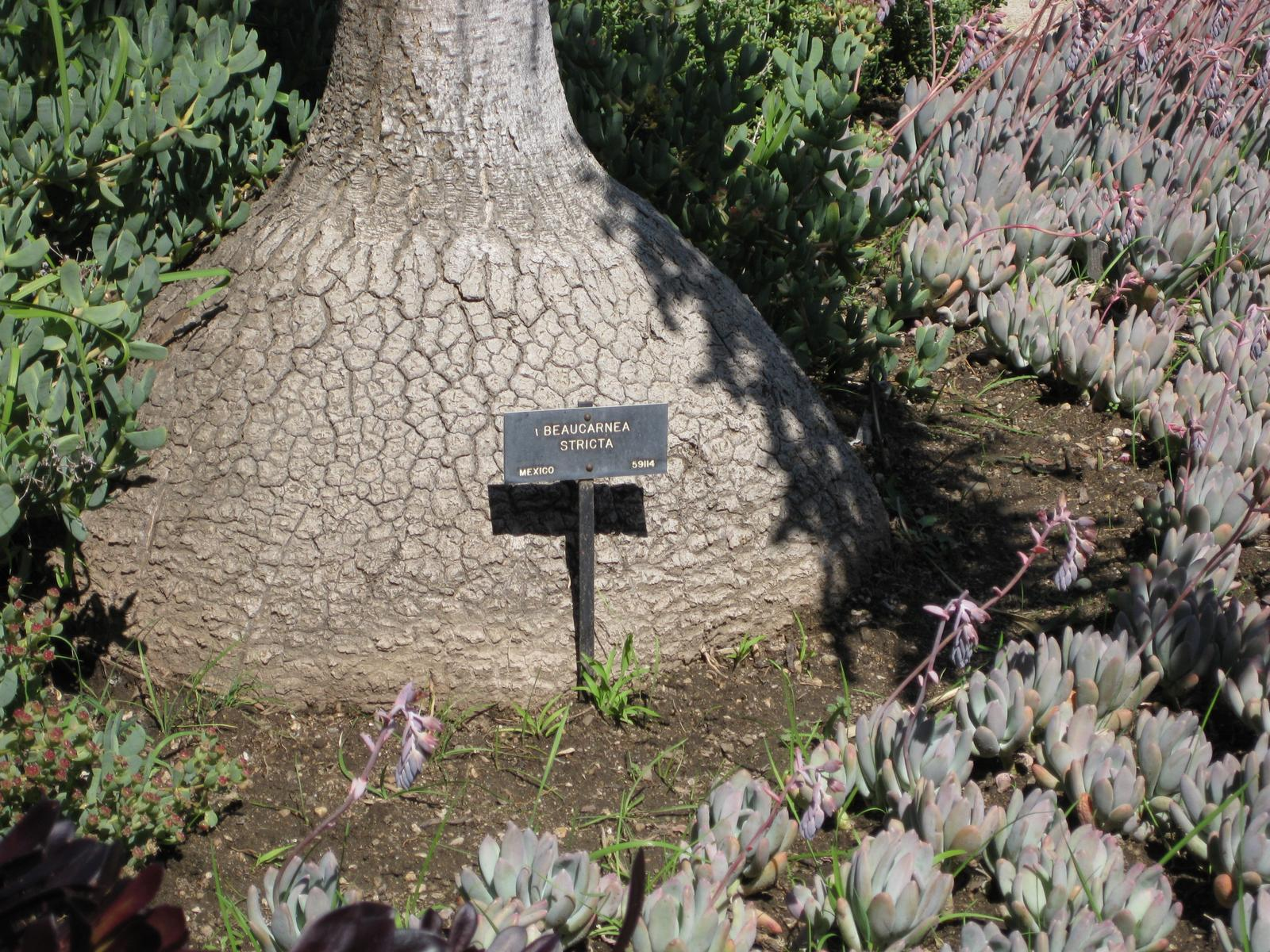